# 尼爾斯特蘭德 (明尼蘇達州)
尼爾斯特蘭德（英語：Nerstrand，/ˈnɪərstʃrænd/ NEER-schrand）是一個位於美國明尼蘇達州賴斯縣的城市。

## 人口
根據2020年美國人口普查的數據，尼爾斯特蘭德的面積為3.67平方千米，皆為陸地。當地共有人口273人，而人口密度為每平方千米74人。